# Домінік Перріш
Домінік Олівія Перріш (5 листопада 1996 ) — американська борчиня вільного стилю, чемпіонка світу, Панамериканська чемпіонка, учасниця Олімпійських ігор.

## Спортивні результати на міжнародних змаганнях

### Виступи на Олімпіадах
| Змагання                    | Збірна | Вагова категорія          | Місце |
| --------------------------- | ------ | ------------------------- | ----- |
| Літні Олімпійські ігри 2024 | США    | жіноча боротьба, до 53 кг | 11    |

### Виступи на Чемпіонатах світу
| Змагання                        | Збірна | Вагова категорія          | Місце  |
| ------------------------------- | ------ | ------------------------- | ------ |
| Чемпіонат світу з боротьби 2022 | США    | жіноча боротьба, до 53 кг | Золото |
| Чемпіонат світу з боротьби 2023 | США    | жіноча боротьба, до 53 кг | 22     |

### Виступи на Панамериканських чемпіонатах
| Змагання                                   | Збірна | Вагова категорія          | Місце  |
| ------------------------------------------ | ------ | ------------------------- | ------ |
| Панамериканський чемпіонат з боротьби 2022 | США    | жіноча боротьба, до 53 кг | Золото |
| Панамериканський чемпіонат з боротьби 2023 | США    | жіноча боротьба, до 53 кг | 5      |

### Виступи на інших змаганнях
| Змагання                                                        | Збірна | Вагова категорія          | Місце  |
| --------------------------------------------------------------- | ------ | ------------------------- | ------ |
| Міжнародний меморіал Дейва Шульца 2017                          | США    | жіноча боротьба, до 57 кг | Бронза |
| Київський Міжнародний турнір з боротьби 2018                    | США    | жіноча боротьба, до 55 кг | 8      |
| Гран-прі Іспанії з боротьби 2018                                | США    | жіноча боротьба, до 55 кг | 10     |
| Міжнародний меморіал Дейва Шульца 2019                          | США    | жіноча боротьба, до 55 кг | Срібло |
| Відкритий чемпіонат Польщі з боротьби 2019                      | США    | жіноча боротьба, до 55 кг | 5      |
| Klippan Lady Open 2020                                          | США    | жіноча боротьба, до 55 кг | 6      |
| Турнір Яшара Догу 2022                                          | США    | жіноча боротьба, до 53 кг | Бронза |
| Турнір Зухає Сгає 2022                                          | США    | жіноча боротьба, до 53 кг | 4      |
| Відкритий чемпіонат Загреба з боротьби 2023                     | США    | жіноча боротьба, до 53 кг | 22     |
| Турнір Ібрагіма Мустафи 2023                                    | США    | жіноча боротьба, до 53 кг | 11     |
| Меморіал Імре Поляка та Яноша Варги 2023                        | США    | жіноча боротьба, до 53 кг | 5      |
| Відкритий чемпіонат Загреба з боротьби 2024                     | США    | жіноча боротьба, до 53 кг | 5      |
| Олімпійський кваліфікаційний турнір з боротьби 2024 (Акапулько) | США    | жіноча боротьба, до 53 кг | Золото |
| Відкритий чемпіонат Польщі з боротьби 2024                      | США    | жіноча боротьба, до 53 кг | Золото |

### Виступи на змаганнях молодших вікових груп
| Змагання                                     | Збірна | Вагова категорія          | Місце |
| -------------------------------------------- | ------ | ------------------------- | ----- |
| Чемпіонат світу з боротьби серед молоді 2017 | США    | жіноча боротьба, до 55 кг | 9     |
| Чемпіонат світу з боротьби серед молоді 2018 | США    | жіноча боротьба, до 55 кг | 5     |
| Чемпіонат світу з боротьби серед молоді 2019 | США    | жіноча боротьба, до 55 кг | 7     |